# Levi Esjkol
Levi Esjkol (Hebreeuws: לֵוִי אֶשְׁכּוֹל; Arabisch: ليفي أشكول), geboren als Levi Shkolnik (Hebreeuws: לֵוִי שׁקוֹלנִיק) (Orativ (nabij Kiev), 25 oktober 1895 – Jeruzalem, 26 februari 1969) was een Israëlisch politicus van Mapai en de Arbeidspartij en de 3e premier van Israël van 1963 tot zijn overlijden in 1969.
Esjkol werd geboren in 1895 in Orativ, een klein dorpje nabij Kiev, in Rusland (tegenwoordig in Oekraïne). Zijn moeder neigde naar het chassidische, zijn vader naar het 'Litouwse' jodendom. Ten gevolge daarvan werd hij zeer traditioneel opgevoed. In 1914 vertrok Esjkol naar het toenmalige Palestina (toen Ottomaans gebied). Hij ging al snel dienen bij het Joodse Legioen.
Esjkol werd in 1951 voor het eerst gekozen in de Knesset, voor de Mapai-partij. In 1963 werd hij premier, als opvolger van David Ben-Gurion. Gedurende zijn premierschap verbeterde hij de betrekkingen met het buitenland, onder meer door in 1965 diplomatieke betrekkingen aan te knopen met West-Duitsland. Ook bracht hij culturele betrekkingen met de Sovjet-Unie tot stand, waardoor een aantal Russische joden naar Israël konden emigreren. In juni 1967 speelde hij een hoofdrol gedurende de Zesdaagse Oorlog; gedurende de crisis formeerde hij een regering van nationale eenheid, waarin de portefeuille defensie bij Moshe Dayan terechtkwam. Gedurende vredestijd was zijn grootste triomf het verwezenlijken van het Nationaal Water Transportsysteem.
Esjkol diende tot aan zijn dood als premier. Hij overleed in 1969 ten gevolge van een hartaanval en werd begraven op de Herzlberg.